# Яесе
Яесе́ (яп. 八重瀬町, やえせちょう, МФА: [jaese t͡ɕoː]?) — містечко в Японії, в повіті Шімаджірі префектури Окінава.  Отримало статус містечка 2006 року. Площа становить 26,90 км². Станом на 1 липня 2012 року населення складало 27 272  осіб, густота населення — 1010 осіб/км².   

Протягом 1429—1871 років територія Яесе входила до складу Рюкюської держави. 1871 року остання була перетворена на японський автономний уділ Рюкю. 1879 року цей уділ анексувала Японська імперія, яка перетворила його на префектуру Окінава.